# スーザン (歌手)
スーザン（1954年9月19日 - ）は、日本の歌手、タレント。旧芸名・別名義はスーザン・ノザキ、スージー・白鳥。

## 来歴
フランス系アメリカ人と日本人の母の元に生まれる。本名は野崎スーザン。渡辺プロダクションのスクールに通ううち、スカウトがきっかけで同プロダクションから芸能界に入る。きっかけはシルヴィ・ヴァルタンに送る『女の時間』（1971年5月発売）のデモテープを録音したことだという。テレビドラマ、CMなどに出演の後にキングレコードより「おんなの時間」でデビュー。1971年10月3日には『愛の円舞曲』で出場した合歓ポピュラーフェスティバル'71で新人賞を受賞している。
1980年にYMOの高橋幸宏と出会い、高橋のプロデュースにより《テクノポップの歌姫》としてEPICソニーより再デビュー。イギリス、イタリアやフランスなど海外でもレコードをリリースしている。

## ディスコグラフィ

### シングル
スーザン・ノザキ名義
- おんなの時間／緑のバラード（キング  BS-1411） 1971年 スーザン・ノザキ名義[2][6]
- 愛の円舞曲／ふたりは恋人（キング BS-1459）1971年 スーザン・ノザキ名義[2][4][6]

スージー・白鳥名義
- サラリーマン哀歌 哀愁の一丁がみ小唄／しらけ鳥音頭（ワーナー L-181W）1977年11月25日 小松政夫[6]、 オリコン78位

スーザン名義
- 急がなくっちゃ／仔猫になりたい（キング BS-1112）1973年 スーザン名義[2][6]
- 24000回のKISS／DREAM OF YOU（EPICソニー 07・5H-52）1980年[5][6][7]
- モダン・ワールド／It’s No Time For You To Cry（EPICソニー 07・5H-58）1980年[6][7]
- 恋せよおとめ／TRAINING（EPICソニー 07・5H-96）1980年9月21日[6]
- Do You Believe In Magic? / Ah! Soka（Epic EPC 9388）1980年—フランス発売[1][8]
- I Only come Out At Night（EPIC EPC A2004）1981年—イギリス版[9]
- Dream Of You（Epic A1404）1981年—イギリス版[1][10]
- サマルカンド大通り／MY LOVE（EPICソニー 07・5H-123）1982年[6]
- You're My Number One（CBS）1982年—スペイン版[6][11]
- シャボン・ドール／恋はダンス（ワーナー K-1541） 1984年11月28日

### カセット
- 24000 Kai No Kiss（NME= New Musical Express）—イギリス発売、コンピレーションアルバム Mad Mix 収載[1]

### 12インチシングル
- 24000回のKISS／DREAM OF YOU（EPICソニー QY・3H-90002）1980年 プロモーション用に製作[5]
  - 24000 Kai No Kiss/Dream Of You 1980年—イタリア発売[1]

### アルバム
- DO YOU BELIEVE IN MAZIK - 魔法を信じるかい？（EPICソニー 27・3H-24） 1980年[5][7]
  - Do You Believe In Mazic（Epic – EPC 84762） 1980年—フランス版[12]
- The Girl Can’t Hep It - 恋せよおとめ （EPICソニー 28・3H-48） 1981年[5]
- コンプリート・スーザン - 2枚組CD （Sony Music Direct） 2005年—スーザン名義で発売した全曲を収録。1980年、1981年発売のアルバム2枚とシングルを含み、2曲を除き高橋が製作を手がけた[5]。